# Negrești, Constanța
Negrești este un sat în comuna Cobadin din județul Constanța, Dobrogea, România. Se află în partea sudică a județului,  în Podișul Cobadin. În trecut s-a numit Karabakı/ Carabacâ (în turcă Karabağ). La recensământul din 2002 avea o populație de 530 locuitori.